# Panfu
Panfu est un monde virtuel éducatif lancé en décembre 2005 en Allemagne et en mars 2006 en France et dans d'autres pays européens,,,. Il a fermé en 2016.

## Principe
Panfu est un monde virtuel éducatif dans lequel les enfants peuvent jouer, s′amuser et entretenir des amitiés. Les enfants incarnent un panda personnalisé, et peuvent se déplacer sur l'île de Panfu. À l'intérieur de ce monde, il est possible d′interagir avec d′autres pandas, de chatter, d'envoyer des cartes postales et de jouer à des divers jeux.. 
Aider d′autres pandas et jouer à des jeux rapporte des « pièces de Pandas », la monnaie virtuelle du jeu. Avec cette monnaie, il est possible d′acheter des vêtements, des animaux domestiques pour son panda, les Bollys, ou bien encore des meubles pour la cabane dont chaque panda dispose. Pour acheter toute sorte de vêtements, meubles et animaux de compagnie, il faut être « Panda d'or », c'est-à-dire avoir un abonnement or, qui permet ces privilèges, être au niveau 5 ou être présent lors d'une « journée or ». 
Les fonctions de base, c'est-à-dire le jeu en ligne et le tchat, sont gratuites. Les membres « Panda d'or » bénéficient de fonctionnalités supplémentaires permettant d'exploiter pleinement le monde de Panfu.
Le nom des personnages non jouables et des jeux, et les dialogues enregistrés sont en anglais, dans l'optique d'apprendre cette langue aux enfants. L'univers de Panfu est cependant disponible dans sa langue à soi.
Panfu n′est pas un « réseau social ». Les réseaux sociaux reposent sur le partage d′informations privées entre utilisateurs (photos, vidéos, pensées etc) autour desquelles les utilisateurs se reconnaissent. Sur Panfu, les enfants restent anonymes derrière leur pseudo et leur avatar panda. Le tchat était quant à lui modéré par des modérateurs, de midi à 20 heures, horaire où l'on pouvait s'exprimer comme on le souhaitait. À partir de 20 heures et jusqu'au lendemain, on ne pouvait plus qu'utiliser des phrases préparées par le jeu pour communiquer, grâce au « Tchat haute-sécurité ». Courant 2012, le tchat libre a été désactivé et n'a jamais été réactivé. 

## Histoire
Panfu a été créé sur le même modèle que le site pour enfant Club Penguin[réf. souhaitée].
L'univers du jeu a beaucoup évolué. Au départ, il n'y avait que quelques lieux : la ville, la plage, la jungle, la piscine, le volcan, le château, ainsi que la cabane personnelle que chaque panda. Avec le temps, les « maps » ont été beaucoup plus nombreuses. Parmi les personnages non jouables importants, on trouve : la voyante Kamaria, dans la tour du château, et Ella et Max, les reporters, qui tiennent le blog officiel de Panfu.
Des évènements avaient lieu d'une semaine à l'autre. Parmi les plus importants et marquants, l'arrivée sur Panfu d'aliens perdus, le mariage de ces aliens, et la naissance de Napasapa, leur bébé. Puis, en 2009, sont arrivées les quêtes : il s'agissait de missions à réaliser, sur plusieurs jours, dont la progression était indiquée dans « le livre des quêtes ». Les plus marquantes furent les premières[réf. souhaitée], à savoir l'histoire d'amour de Joshua et Amalura, et la quête « Mon fils est un pirate » qui introduisait William Pandabeard, le fils de la voyante Kamaria.
Vers 2012, avec l'abandon progressif du site, il n'y avait plus de nouvelles quêtes.
En novembre 2016, les serveurs originaux ont été désactivés, le site n'existe plus.
Depuis l'interruption des serveurs officiels, des serveurs privés ont pu être lancés par des fans du jeu, permettant de nouveau de jouer avec d'autres joueurs à Panfu.

## Contrôle parental
Les mesures de sécurité du tchat sont telles que les mots indésirables et les données personnelles sont filtrés. Panfu répond aux critères de l′Institut indépendant de surveillance des médias (FSM).[réf. souhaitée]
Les parents peuvent aussi contrôler l′utilisation du tchat par leur enfant en décidant par exemple d′en restreindre l′accès avec l′option « tchat haute-sécurité ». L′enfant ne peut alors choisir les messages qu′il envoie que parmi un panel de messages pré-rédigés et ne peut voir que les messages par les autres enfants en mode « haute-sécurité ».

## Soutiens
Young Internet GmbH, société éditrice du jeu, soutient des organisations de protection de l'environnement et s'engage pour la protection du panda géant[réf. souhaitée], espèce en voie de disparition. L'entreprise parraine notamment le panda Fu Long, un bébé panda né au zoo de Vienne. Fu Long est le premier panda né dans un zoo européen depuis plus de 20 ans.